# Église paroissiale de Leith Nord
L'église paroissiale de Leith Nord (en anglais : North Leith Parish Church) est un édifice de l'Église d'Écosse. Elle est située à l'intersection de Madeira Street et de Prince Regent Street dans le district portuaire de Leith, à Édimbourg, en Écosse.

## Histoire et description
L'église actuelle de Leith North a été construite en 1816 selon les plans de l'architecte William Burn et possède un portique néoclassique et une flèche imposante. L’église a été conçue pour accueillir 1300 personnes. Un orgue à tuyaux a été ajouté en 1880. Le bâtiment a été endommagé par les bombardements pendant la Seconde Guerre mondiale et restauré après la guerre. Il est désormais répertorié comme monument classé de catégorie A.

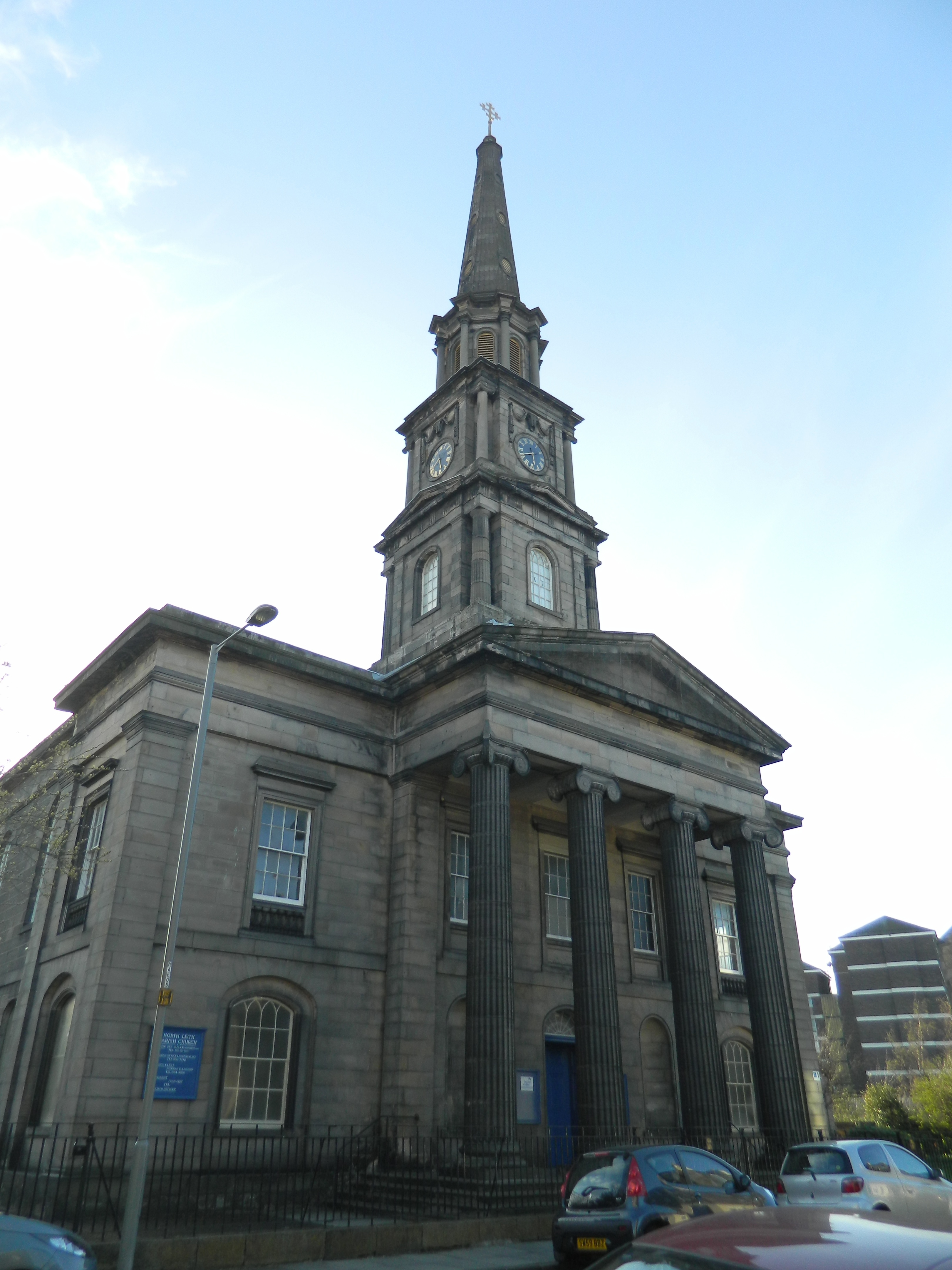
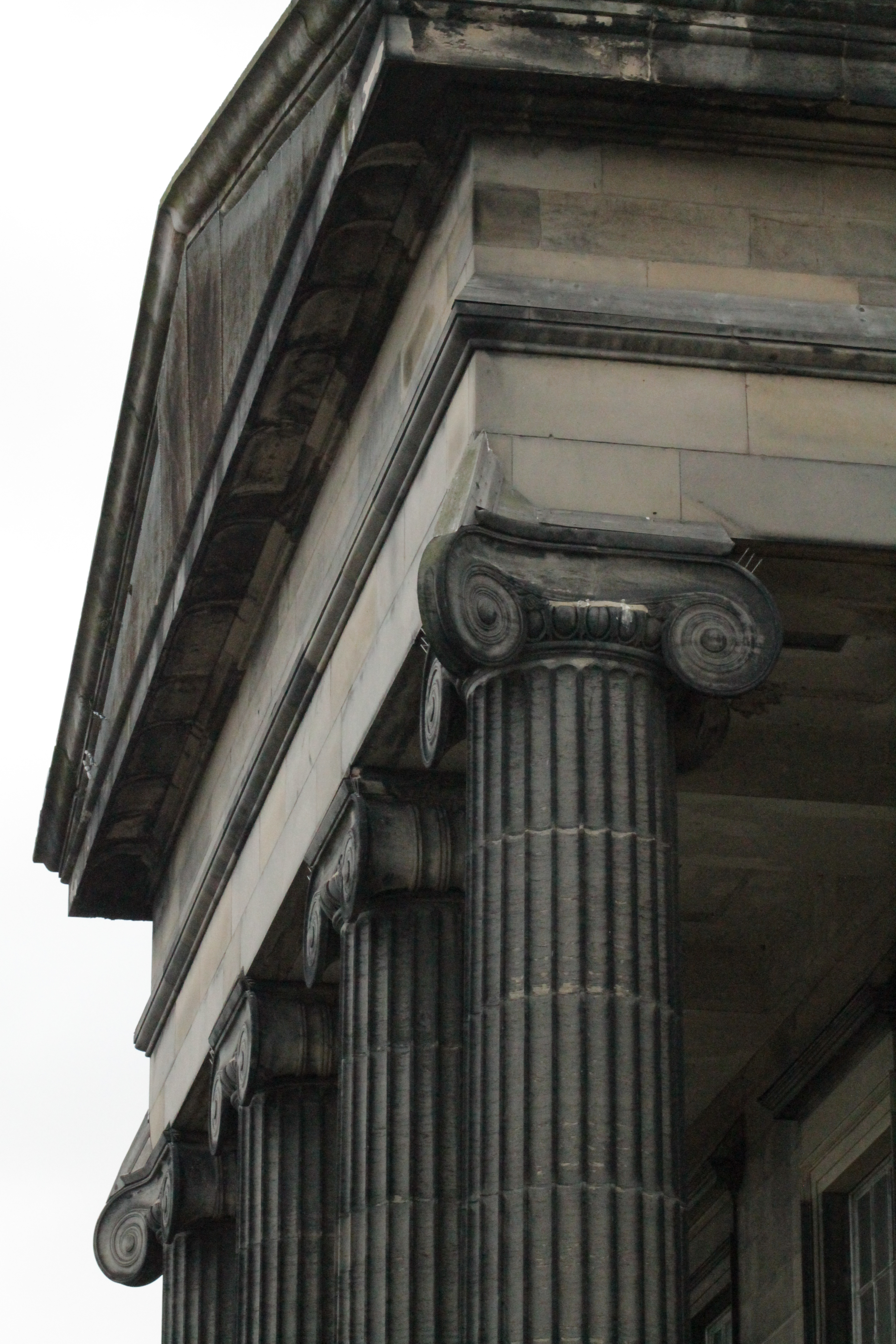
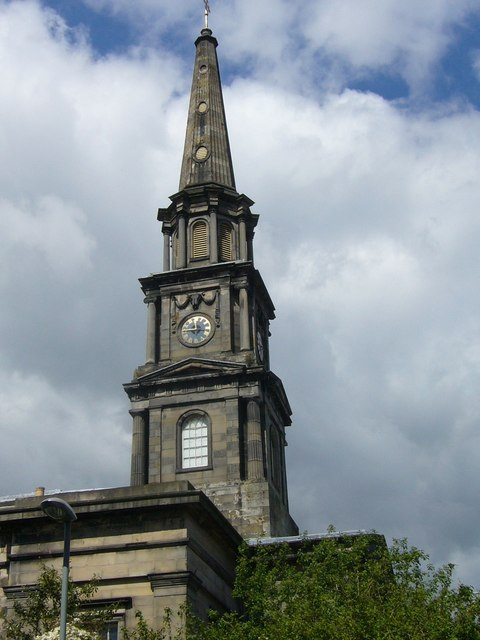